# Jihlávka (řeka)
Jihlávka je říčka v okrese Jihlava v Kraji Vysočina. Je to pravostranný přítok řeky Jihlavy. Délka jejího toku činí 25,7 km. Plocha povodí měří 106,4 km².

## Průběh toku
Říčka pramení severovýchodně od Pavlova v blízkosti silnice II/403 mezi Pavlovem a Otínem v nadmořské výšce okolo 645 m. Po celé své délce teče převážně severním směrem. Protéká Stonařovem, Suchou, Vílancem, Čížovem, Rančířovem, Sasovem a Jihlavou, kde se vlévá zprava do řeky Jihlavy na jejím 137,3 říčním kilometru.

### Větší přítoky
- Otínský potok, zleva, ř. km 21,2[3]
- Farský potok, zleva, ř. km 20,9[4]
- Sokolíčský potok, zprava, ř. km 15,6[5]
- Lovecký potok, zleva, ř. km 15,5[6]
- Loučský potok, zleva, ř. km 13,9[7]
- Popický potok, zleva, ř. km 11,1[8]
- Rosický potok, zprava, ř. km 10,7[9]
- Čížovský potok, zprava, ř. km 9,6[10]
- Okrouhlík, zleva, ř. km 8,6[10]
- Koželužský potok, zleva, ř. km 2,0[11]

## Vodní režim
Průměrný průtok u ústí činí 0,60 m³/s.

## Mlýny
- Panský mlýn – Rančířov, kulturní památka